# Romes
Romes Voluntari este o companie producătoare de componente electronice din România.
În septembrie 2008, omul de afaceri Gigi Becali controla 78,80% din companie.
Titlurile Romes Voluntari se tranzacționează la categoria de bază a pieței Rasdaq, sub simbolul ROMS.